# Agrotis turatii
Agrotis turatii ist ein Schmetterling (Nachtfalter) aus der Familie der Eulenfalter (Noctuidae).

## Merkmale

### Falter
Die Flügelspannweite der Falter beträgt 31 bis 36 Millimeter. Die Grundfarbe der Vorderflügeloberseite ist zumeist weißlich braun, gelegentlich jedoch auch rotbraun gefärbt. Die Nierenmakel sind bräunlich gefüllt und oftmals undeutlich. Ring- und Zapfenmakel fehlen normalerweise. Quer- und Wellenlinien sind dünn und dunkelbraun gezeichnet. Die Hinterflügeloberseite hat eine weißgraue bis graubraune Farbe. Charakteristisch sind die beidseitig lang bewimperten Fühler der Männchen.

### Ähnliche Arten
Die Aschgraue Erdeule (Agrotis cinerea) unterscheidet sich bei den männlichen Faltern durch die kürzeren Wimpern der Fühler.

## Verbreitung und Lebensraum
Das Verbreitungsgebiet von Agrotis turatii umfasst Nordostspanien, Südfrankreich und Nordwestitalien.  Die Art besiedelt bevorzugt offene, mit niedrigen Sträuchern bewachsene Graslandschaften in Höhenlagen zwischen 500 und 1500 Metern.

## Lebensweise
Die Falter sind nachtaktiv und fliegen in einer Generation von Mitte April bis Anfang Juni. Beide Geschlechter besuchen künstliche Lichtquellen. Über die ersten Stände ist zurzeit wenig bekannt. Die Raupen leben an niedrigen Pflanzen. 